# Karl von Wenninger
Karl Ritter von Wenninger est un général bavarois né le 13 août 1861 et décédé le 8 septembre 1917 qui participe à la Première Guerre mondiale. Il dirige successivement la division de cavalerie bavaroise, puis la 3e division d'infanterie bavaroise avec laquelle il combat sur le front de l'ouest jusqu'en juin 1917. À la suite de ses succès lors de la bataille d'Arras, il obtient le commandement du 18e corps de réserve et combat sur le front de l'est en Roumanie où il trouve la mort.

## Biographie

### Famille
Karl von Wenninger est né le 13 août 1861 à Berg, il a pour parents Franz Xaver Wenninger, un colonel bavarois et Mathilde Wenninger, née Forster.
Le 11 juillet 1889, Wenninger épouse à Landshut Kornelie Prins, la fille de Ary Prins, le vice-président des Indes orientales néerlandaises. Une fille et deux fils sont issus du mariage. Les deux fils suivent les pas de leur père et entament une carrière militaire. Le plus jeune des fils devient pilote, il est tué en 1917 sur le front occidental. Le fils aîné, Rudolf, sert dans la marine impériale comme commandant de sous-marin. Lors de la Seconde Guerre mondiale, il devient General der Flieger. Pendant la Première Guerre mondiale, il est décoré, comme son père, de l'Ordre Pour le Mérite. À l'exception des familles régnantes, c'est le seul cas où un père et son fils ont obtenu la plus haute distinction prussienne.

### Carrière militaire
le 28 septembre 1880, Wenninger s'engage dans l'armée au 2e régiment de cavaliers lourds (de). Il est nommé lieutenant en second le 23 novembre 1882, il intègre le 1er octobre 1888 l'académie militaire jusqu'au 30 septembre 1891 et obtient les qualifications pour devenir adjudant et obtenir des postes dans les états-majors. Au mois d'octobre 1888, il est promu lieutenant et poursuit des études au sein de l'École de cavalerie. En octobre 1892, Wenninger devient adjudant à la 2e brigade de cavalerie d'Augsbourg. Il change ensuite d'affectation, le 24 septembre 1895, il occupe un poste au sein de l'état-major bavarois jusqu'au 28 octobre 1897 où il est promu capitaine et muté à l'état-major du 1er corps d'armée royal bavarois.
Wenninger obtient un premier commandement opérationnel, au cours de l'année 1899, en étant nommé chef d'escadron au 5e régiment de chevau-légers bavarois (de) jusqu'en 1901. Il occupe ensuite un poste à l'état-major de la 3e division d'infanterie bavaroise pendant deux ans. Du 21 septembre 1902 à 1904, il est nommé professeur d'histoire militaire à l'académie militaire de Bavière, au cours de cette période Wenninger est promu major le 23 octobre 1903. De 1904 à 1906, il occupe à nouveau un poste à l'état-major du Ier corps d'armée bavarois. Le 20 juillet 1906, il est nommé chef de corps du 
1er régiment de cavaliers lourds (de) jusqu'au 24 septembre 1909 ; au cours de cette période, il est successivement promu Oberstleutnant le 8 mars 1907 et Oberst le 7 mars 1909.
Wenninger dirige ensuite la 6e brigade de cavalerie bavaroise entre le 24 septembre 1909 et le 15 novembre 1911. À partir du 15 novembre 1911, il est officier de liaison et représente l'armée bavaroise au sein du grand quartier-général allemand. Le 7 mars 1912, il obtient le grade de Generalmajor.

### Première Guerre mondiale
Au déclenchement de la Première Guerre mondiale, Wenninger est toujours en liaison avec le grand quartier-général allemand, pour ses services rendus est décoré de l'ordre de la Couronne de Bavière et est anobli. Le 10 septembre 1914, il est promu Generalleutnant ; le 7 novembre, il prend le commandement de la division de cavalerie bavaroise et combat lors de la première bataille d'Ypres. Le 7 mars 1915, il commande la 3e division d'infanterie bavaroise, il participe à la bataille de l'Artois, il contre-attaque avec sa division pour bloquer les tentatives de percées alliées. En 1916, il combat lors de la bataille de la Somme dans la région de Martinpuich, puis en avril 1917 lors de la bataille d'Arras où il réussit à stabiliser le front malgré trois attaques britanniques.
Pour ce fait d'armes, Wenninger est décoré de l'Ordre militaire de Maximilien-Joseph de Bavière, le 23 avril 1917 et de l'ordre Pour le Mérite le 1er mai 1917. Le 5 juin 1917, il est nommé à la tête du 18e corps de réserve qui est transféré au cours de l'été de Verdun vers le front roumain. 
À la tête de son corps d'armée, il participe à l'offensive d'été allemande et combat vers Putna et Susita, il meurt le 8 septembre 1917.